# Rousserolle de Newton
Acrocephalus newtoni
Espèce
Statut de conservation UICN

 LC  : Préoccupation mineure
La Rousserolle de Newton (Acrocephalus newtoni) est une espèce d'oiseaux de la famille des Acrocephalidae endémique de Madagascar.

## Aire de répartition
Cette espèce est répartie sur l'ensemble de Madagascar.

## Habitat
Cet oiseau peuple la végétation des cours d'eau et des plans d'eau mais aussi les mangroves.

## Comportement

### Alimentation
Cette espèce est insectivore.

### Nidification
Le nid est construit dans les roseaux, suspendu à plusieurs tiges entre 50 cm et 1 m de la surface de l'eau.